# Freestyle-Skiing-Weltmeisterschaften 1995
Die 6. Freestyle-Skiing-Weltmeisterschaften fanden vom 14. bis 19. Februar 1995 in La Clusaz in Frankreich statt.

## Männer

### Aerials
| Platz | Land | Sportler            | Punkte |
| ----- | ---- | ------------------- | ------ |
| 1     | USA  | Trace Worthington   | 243.09 |
| 2     | AUT  | Christian Rijavec   | 241.34 |
| 3     | FRA  | Sébastien Foucras   | 239.38 |
| 4     | CAN  | Nicolas Fontaine    | 231.16 |
| 5     | CAN  | Andy Capicik        | 230.65 |
| 6     | BLR  | Aljaksej Parfenkou  | 202.91 |
| 7     | CAN  | Philippe Laroche    | 197.15 |
| 8     | AUS  | Nick Cleaver        | 194.31 |
| 9     | GER  | Alexander Auerswald | 193.84 |
| 10    | BLR  | Wassil Warabjou     | 185.28 |

Datum: 19. Februar 1995

### Moguls
| Platz | Land | Sportler          | Punkte |
| ----- | ---- | ----------------- | ------ |
| 1     | FRA  | Edgar Grospiron   | 27.14  |
| 2     | CAN  | Jean-Luc Brassard | 26.35  |
| 3     | RUS  | Sergei Schuplezow | 26.19  |
| 4     | USA  | Troy Benson       | 25.25  |
| 5     | FRA  | Fabien Bertrand   | 24.96  |
| 6     | CAN  | Dominick Gauthier | 24.87  |
| 7     | CAN  | John Smart        | 24.84  |
| 8     | CAN  | Stéphane Rochon   | 23.85  |
| 9     | SWE  | Jesper Rönnbäck   | 23.64  |
| 10    | AUS  | Nick Cleaver      | 21.30  |

Datum: 18. Februar 1995

### Ballett
| Platz | Land | Sportler          | Punkte |
| ----- | ---- | ----------------- | ------ |
| 1     | NOR  | Rune Kristiansen  | 25.75  |
| 2     | FRA  | Fabrice Becker    | 25.10  |
| 3     | SUI  | Heini Baumgartner | 24.25  |
| 4     | FIN  | Antti Inberg      | 22.25  |
| 5     | SUI  | Konrad Hilpert    | 22.05  |
| 6     | USA  | Scott Rosenbaum   | 21.85  |
| 7     | USA  | Ian Edmondson     | 21.50  |
| 8     | USA  | Steven Roxberg    | 21.25  |
| 9     | AUS  | Mark Pigott       | 21.14  |
| 10    | CAN  | Darcy Downs       | 17.55  |

Datum: 17. Februar 1995

### Kombination
| Platz | Land | Sportler          | Punkte |
| ----- | ---- | ----------------- | ------ |
| 1     | USA  | Trace Worthington | 27.98  |
| 2     | CAN  | Darcy Downs       | 27.51  |
| 3     | USA  | Jonny Moseley     | 25.39  |
| 4     | CAN  | David Belhumeur   | 24.00  |
| 5     | BLR  | Oleg Kuleschow    | 20.28  |
| 6     | UKR  | Michaylo Kuleba   | 17.85  |
| 7     | CZE  | Ondrej Vokaty     | 12.71  |

## Frauen

### Aerials
| Platz | Land | Sportlerin          | Punkte |
| ----- | ---- | ------------------- | ------ |
| 1     | USA  | Nikki Stone         | 176.53 |
| 2     | SWE  | Marie Lindgren      | 169.53 |
| 3     | AUS  | Kirstie Marshall    | 168.08 |
| 4     | CAN  | Caroline Olivier    | 160.41 |
| 5     | SUI  | Karin Kuster        | 158.11 |
| 6     | USA  | Kristean Porter     | 154.46 |
| 7     | SWE  | Liselotte Johansson | 152.00 |
| 8     | AUS  | Jacqui Cooper       | 148.75 |
| 9     | SUI  | Colette Brand       | 148.25 |
| 10    | USA  | Tracy Evans         | 137.53 |

Datum: 19. Februar 1995

### Moguls
| Platz | Land | Sportlerin               | Punkte |
| ----- | ---- | ------------------------ | ------ |
| 1     | FRA  | Candice Gilg             | 25.52  |
| 2     | FRA  | Raphaëlle Monod          | 24.89  |
| 3     | GER  | Tatjana Mittermayer      | 24.62  |
| 4     | USA  | Ann Battelle             | 23.91  |
| 5     | USA  | Donna Weinbrecht         | 23.25  |
| 6     | CAN  | Katherina Kubenk         | 23.14  |
| 7     | RUS  | Ljudmila Dymtschenko     | 23.07  |
| 8     | RUS  | Jelisaweta Koschewnikowa | 23.03  |
| 9     | CAN  | Bronwen Thomas           | 21.57  |
| 10    | FIN  | Minna Karhu              | 21.23  |

Datum: 18. Februar 1995

### Ballett
| Platz | Land | Sportlerin            | Punkte |
| ----- | ---- | --------------------- | ------ |
| 1     | RUS  | Jelena Batalowa       | 28.64  |
| 2     | USA  | Ellen Breen           | 26.44  |
| 3     | SWE  | Annika Johansson      | 25.05  |
| 4     | RUS  | Oxana Kuschtschenko   | 24.55  |
| 5     | SWE  | Åsa Magnusson         | 23.30  |
| 6     | USA  | Maria Guarnieri       | 23.00  |
| 7     | SUI  | Claudine Fleury       | 22.85  |
| 8     | AUS  | Tarsha Ebbern         | 22.64  |
| 9     | SUI  | Maja Schmid           | 21.50  |
| 10    | GBR  | Vicki Simpson-Roxberg | 21.19  |

Datum: 17. Februar 1995

### Kombination
| Platz | Land | Sportlerin       | Punkte |
| ----- | ---- | ---------------- | ------ |
| 1     | USA  | Kristean Porter  | 28.67  |
| 2     | SUI  | Maja Schmid      | 26.03  |
| 3     | CAN  | Katherina Kubenk | 25.41  |
| 4     | RUS  | Natalja Orechowa | 21.85  |

## Medaillenspiegel
| Platz  | Land        |   |   |   |    |
| ------ | ----------- | - | - | - | -- |
| 1      | USA         | 4 | 1 | 1 | 6  |
| 2      | Frankreich  | 2 | 2 | 1 | 5  |
| 3      | Russland    | 1 | – | 1 | 2  |
| 4      | Norwegen    | 1 | – | – | 1  |
| 5      | Kanada      | – | 2 | 1 | 3  |
| 6      | Schweiz     | – | 1 | 1 | 2  |
| 6      | Schweden    | – | 1 | 1 | 2  |
| 8      | Österreich  | – | 1 | – | 1  |
| 9      | Australien  | – | – | 1 | 1  |
| 9      | Deutschland | – | – | 1 | 1  |
| Gesamt | Gesamt      | 8 | 8 | 8 | 24 |